# Lukas & Abel: Vleugelbroertjes
Lukas & Abel: Vleugelbroertjes (Engelstalige titel: Brothers of the Wind) is een Oostenrijkse kinderfilm uit 2015 geregisseerd door Gerardo Olivares en Otmar Penker. De Europese première was op 25 december 2015. In Nederland ging de film op 11 februari 2017 in première tijdens het Dutch Mountain Film Festival.

## Verhaal
De jonge Lukas woont met zijn vader in de bergen van Oostenrijk. Het verlies van zijn vrouw valt Lukas' vader zwaar. Hij projecteert dit op zijn zoon, die indirect verantwoordelijk is voor de dood van zijn moeder. De jongen zelf heeft sinds de dood van zijn moeder geen woord meer gesproken. Wanneer Lukas op een dag een uit het nest gevallen adelaarsjong vindt, besluit hij het groot te brengen.
Omdat dit jong door zijn broer uit het nest gewerkt is (en volgens de natuur wordt vermoord) noemt hij het (naar het Bijbelse verhaal van Kaïn en Abel) Abel, waardoor de andere adelaar automatisch de naam Kaïn krijgt.